# Culcasia rotundifolia
Culcasia rotundifolia är en kallaväxtart som beskrevs av Josef Bogner. Culcasia rotundifolia ingår i släktet Culcasia och familjen kallaväxter.
Artens utbredningsområde är Gabon. Inga underarter finns listade.